# Camões (film)
Pour plus de détails, voir Fiche technique et Distribution.
Camões est un film portugais sur la vie du poète Luís de Camões réalisé par José Leitão de Barros, sorti en 1946.

## Fiche technique
- Titre : Camões
- Réalisation : José Leitão de Barros
- Scénario : José Leitão de Barros, António Lopes Ribeiro et Afonso Lopes Vieira
- Musique : Ruy Coelho
- Photographie : Francesco Izzarelli et Manuel Luís Vieira
- Montage : Vieira de Sousa
- Production : António Lopes Ribeiro
- Société de production : Produções António Lopes Ribeiro
- Pays :  Portugal
- Genre : Biopic et drame
- Durée : 118 minutes
- Dates de sortie : 
  -  Portugal : 20 septembre 1946

## Distribution
- Antonio Vilar : Luís de Camões
- José Amaro : Dom Manuel du Portugal
- Igrejas Caeiro : André Falcão de Resende
- Paiva Raposo : Pero de Andrade Caminha
- Idalina Guimarães : Inês
- Leonor Maia : Leonor

## Distinctions
Le film a été présenté en sélection officielle en compétition au Festival de Cannes 1946.